# ETSU
ETSU（エツ、本名: 西岡 悦子〈にしおか えつこ〉、1964年〈昭和39年〉8月11日 - ）は、日本のダンサーで、音楽グループ・TRFのメンバーである。 東京都出身。血液型はO型。

## 来歴・人物
6歳の時にインド舞踊、日舞を習い始める。
18歳の時に、ジャズダンスに出会い、現在のダンスのスタイルとなっていった。
その後、ダンスチーム「MEGAMIX」に参加し、SAMやCHIHARUと共に活動をしていた。
1993年2月25日に「GOING 2 DANCE」でCDデビュー。ダンサーとのしての活動はもちろん、コンサートでの演出、ステージングや、数々のアーティストの振り付けなども行う。
2002年にはオリコン内”weekend gallery”にて1ヶ月間、初の個展を開き、翌年には赤坂「CAFE LOLITA赤坂店」にて3ヶ月間個展を開催。
2012年には、TRFのメガヒットナンバーとエクササイズを融合した新感覚DVD「EZ DO DANCERSIZE」を発売。大きな話題を呼びシリーズ累計380万枚を突破するセールスを記録した。
2017年には、SAM、CHIHARUと共に、セリフの無いダンスだけでストーリーを表現する舞台「DANCE REPUBLIC」をプロデュース。
2023年2月25日でTRFデビュー30周年を迎えた。